# Fort-William (ancienne circonscription fédérale)
Pour les articles homonymes, voir Fort William.
Fort-William fut une circonscription électorale fédérale de l'Ontario, représentée de 1925 à 1979.
La circonscription de Fort-William a été créée en 1924 d'une partie de Fort-William et Rainy-River. Abolie en 1976, elle fut incorporée à Thunder Bay—Atikokan.

## Géographie
En 1924, la circonscription de Fort-William comprenait:
- Les parties sud du district de Rainy River, Kenora et Thunder Bay

En 1966, elle comprenait:
- La ville de Fort William
- Une partie du district de Thunder Bay
  - Les cantons d'Aldina, Blake, Crooks, Devon, Fraleigh, Gillies, Hartington, Lismore, Lybster, Marks, Neebing, O'Connor, Paipoonge, Pardee, Pearson, Scoble et Strange

## Députés
1. 1925-1935 — Robert James Mansion, CON
2. 1935-1958 — Daniel McIvor, PLC
3. 1958-1972 — Hubert Badanai, PLC
4. 1972-1979 — Paul McRae, PLC

- CON = Parti conservateur du Canada (ancien)
- PLC = Parti libéral du Canada